# New York Dragons
Die New York Dragons waren ein Arena-Football-Team aus New York City, New York, das in der Arena Football League (AFL) gespielt hat. Ihre Heimspiele trugen die Dragons im Nassau Veterans Memorial Coliseum aus.

## Geschichte
Die Dragons wurden 1995 als Iowa Barnstormers gegründet. Zur Saison 2001 wurde das Franchise an den Eigentümer der Eishockeyfranchise New York Islanders, Charles Wang and Sanjay Kumar, verkauft, die das Franchise nach New York umzogen und sich New York Dragons nannten.
Der größte Erfolg der Franchisegeschichte waren die Viertelfinalspiele 2003, 2005 und 2008. Eine ArenaBowl-Teilnahme blieb ihnen verwehrt. 
Obwohl die Dragons 2004 mit neun Siegen und sieben Niederlagen erster der Eastern Division waren, erreichten sie nicht die Playoffs, da nur die ersten acht Mannschaften zur Teilnahme qualifiziert waren. Die AFL änderte diese Regel erst im Folgejahr, sodass automatisch der Divisionerste an der Postseason teilnehmen durfte.
Nach der Saison 2008 stellte die AFL den Spielbetrieb für eine Saison ein. Die Dragons lösten sich auf und verzichteten auf einen Startplatz 2010.
Die Dragons waren das dritte und bislang letzte Arena Football Team in New York City nach den New York Knights (1988) und den New York CityHawks (1997–1998).

## Saisonstatistiken
| Jahr | Team             | Liga | S  | N  | Playoffs erreicht | Playoffrunde                                                                              |
| ---- | ---------------- | ---- | -- | -- | ----------------- | ----------------------------------------------------------------------------------------- |
| 2001 | New York Dragons | AFL  | 8  | 6  | ja                | N Wild Card Round gg. Toronto Phantoms 57:64                                              |
| 2002 | New York Dragons | AFL  | 3  | 11 | nein              |                                                                                           |
| 2003 | New York Dragons | AFL  | 8  | 8  | ja                | S Wild Card Round gg. Chicago Rush 48:45 N Viertelfinale gg. Orlando Predators 69:62      |
| 2004 | New York Dragons | AFL  | 9  | 7  | nein              |                                                                                           |
| 2005 | New York Dragons | AFL  | 10 | 6  | ja                | N Viertelfinale gg. Orlando Predators 42:47                                               |
| 2006 | New York Dragons | AFL  | 10 | 6  | ja                | N Wild Card Round gg. Georgia Force 69:72                                                 |
| 2007 | New York Dragons | AFL  | 5  | 11 | nein              |                                                                                           |
| 2008 | New York Dragons | AFL  | 8  | 8  | ja                | S Wild Card Round gg. Dallas Desperados 77:63 N Viertelfinale gg. Philadelphia Soul 48:49 |

## Zuschauerentwicklung
| Jahre | Zuschauerdurchschnitt |
| ----- | --------------------- |
| 2001  | 9.550                 |
| 2002  | 9.140                 |
| 2003  | 10.462                |
| 2004  | 10.530                |
| 2005  | 11.922                |
| 2006  | 11.055                |
| 2007  | 9.439                 |
| 2008  | 9.072                 |